# Edificio principal de la Universidad Estatal de Moscú
El edificio principal de la Universidad Estatal de Moscú (en ruso: главное здание МГУ, romanizado: glavnoje zdanije MGU) es un rascacielos de 239 metros de altura y 36 plantas situado en Moscú (Rusia). Fue diseñado por Lev Rúdnev para ser la sede de la Universidad Estatal de Moscú, y es la más alta de las «siete hermanas» construidas en Moscú entre 1947 y 1953 en estilo estalinista.
Fue el edificio más alto de Europa durante treinta y siete años, desde 1953 hasta 1990, cuando fue superado por la Messeturm de Frankfurt (Alemania). A fecha de 2025, sigue siendo el edificio de uso educativo más alto del mundo.

## Descripción

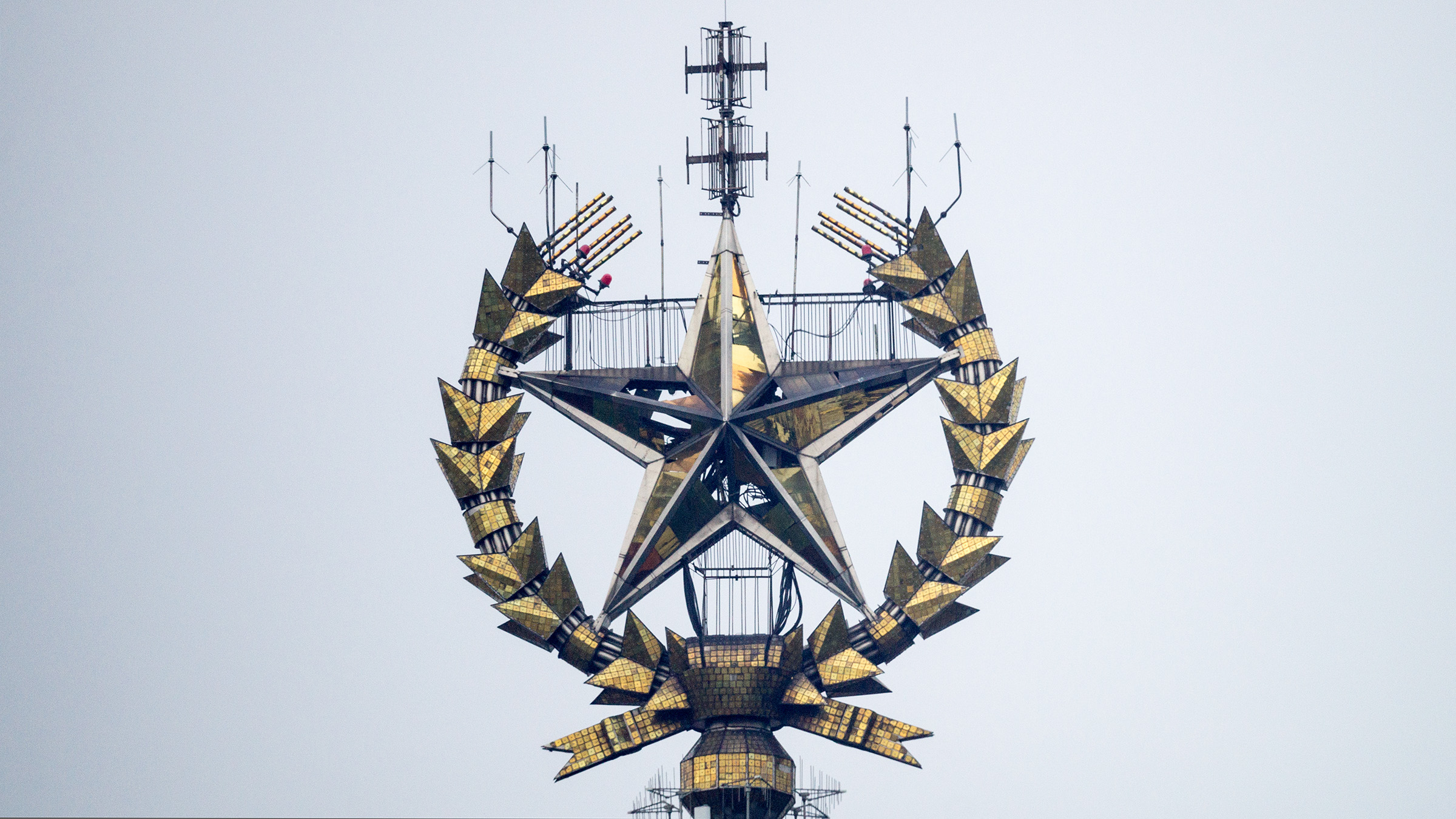
La estrella en la cima del edificio.

El rascacielos tiene 36 plantas en su parte central y una altura total de 239 metros. Su azotea está a 182 metros de altura y está coronada por un chapitel de 58 metros rematado con una estrella de cinco puntas que pesa 12 toneladas. Las torres laterales son más bajas que la central: dos alas de dormitorios de 18 y 9 plantas definen, junto con el cuerpo central del complejo, un cour d'honneur.
Entre las estatuas que decoran el edificio hay una escultura de Vera Mújina que representa a una pareja de estudiantes y una estatua de Mijaíl Lomonósov (1711–1765), el fundador de la Universidad de Moscú, precursora de la Universidad Estatal de Moscú, realizada por N. Tomsky. Las instalaciones de la universidad cubren unos 1.6 kilómetros cuadrados. El complejo fue renovado parcialmente en el año 2000.

## Historia

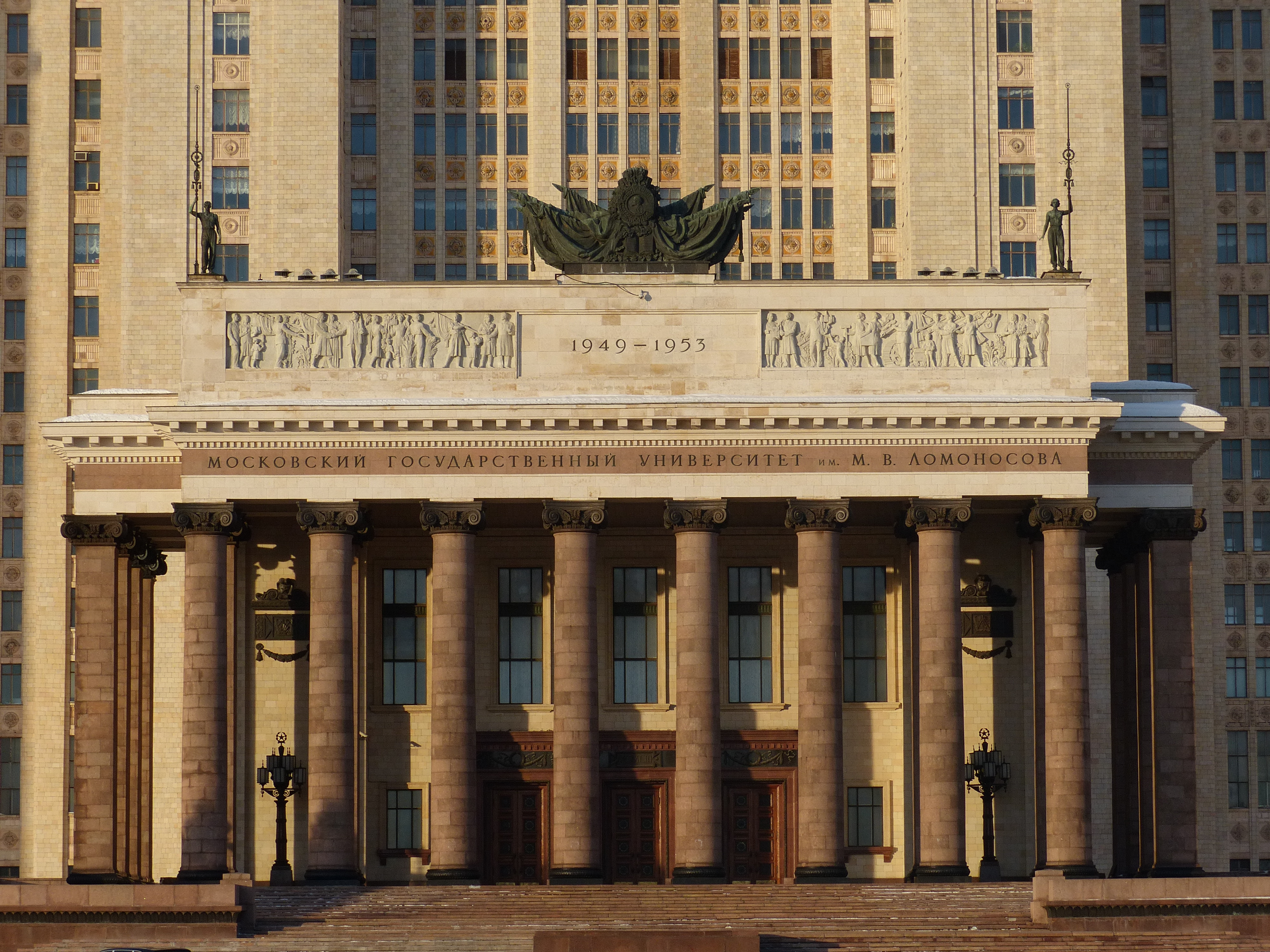
La entrada principal.

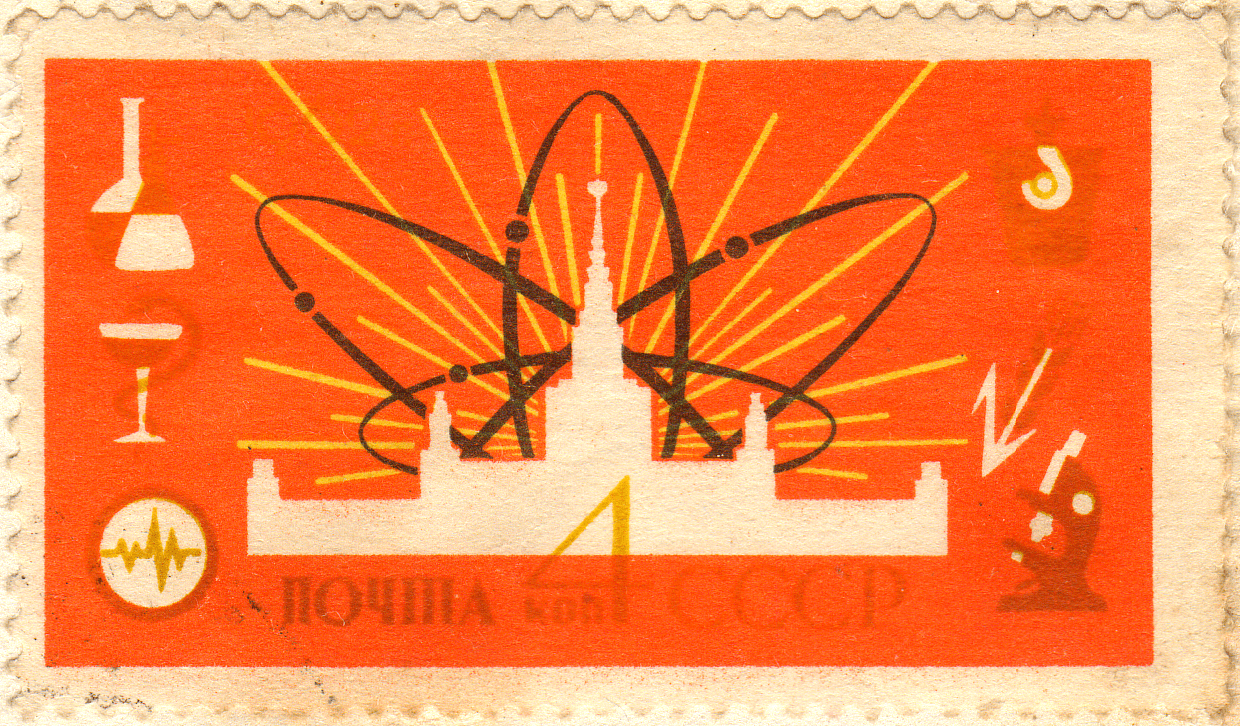
Un sello soviético de 1960 muestra el edificio principal de la Universidad Estatal de Moscú.

El destacado arquitecto Borís Iofán se presentó al concurso de arquitectura para el proyecto del rascacielos en 1947, pero el trabajo fue asignado a Lev Rúdnev porque Iofán cometió un error al colocar su proyecto de rascacielos justo al pie de la Colina de los Gorriones, un lugar afectado por el riesgo de corrimientos de tierra. Rúdnev ya había construido edificios importantes como la Academia Militar M. V. Frunze (1932–1937) y los Apartamentos de los Mariscales en la calle Sadovaya-Kudrinskaya, 28 (1947), ganándose la estima del Partido Comunista. Colocó el edificio a 800 metros de distancia del pie de la colina. El jefe del equipo de ingenieros fue Vsévolod Nikoláyevich Nasónov.
La torre principal, cuya estructura usó más de 40 000 toneladas de acero y 130 000 metros cúbicos de hormigón, fue inaugurada el 1 de septiembre de 1953. Con 239 metros de altura, en ese momento era el séptimo edificio más alto del mundo, así como el más alto de Europa, título que mantuvo hasta 1990, cuando fue superada por la Messeturm de Frankfurt (Alemania). También era el edificio de uso educativo más alto del mundo, título que conserva a fecha de 2025.
La Universidad Estatal de Moscú es probablemente el más conocido de los edificios diseñados por Rúdnev, por el que se le otorgó el Premio Stalin en 1949. El skyline de la universidad ha inspirado a varios edificios en los países comunistas, como el Palacio de la Cultura y la Ciencia de Varsovia, y también el logo de los Juegos Olímpicos de Moscú 1980.